# باشگاه ورزشی نوتره دامه
باشگاه ورزشی نوتره دامه یک باشگاه فوتبال حرفه‌ای از باربادوس است که در سمت جنوبی بریج‌تاون در سنت مایکل واقع شده است.
نوتره دامه دومین باشگاه موفق در تاریخ فوتبال باربادوس است که ۹ عنوان لیگ و ۴ جام داخلی کسب کرده است. آنها بازی‌های خانگی خود را در پایتخت بریج‌تاون، در دسته اول باربادوس انجام می‌دهند.